# Jones Day
Jones Day est un cabinet d'avocats américain. Il est l'un des plus grands cabinets d'avocats au monde et dont l'implantation géographique est la plus diversifiée avec 44 bureaux sur 5 continents. 
Il est également reconnu comme l'un des cabinets d'avocats les plus prestigieux au monde. Il occupe la première place du classement annuel mondial Law Firm Brand Index en 2017 et la 15ème place en 2022. En 2025, il est nommé Cabinet international de l'année par Le Monde du Droit.
Jones Day conseille et représente un certain nombre de sociétés du Fortune 500 et du CAC 40 tels que Total, Procter & Gamble ou General Motors. 
Le bureau parisien occupe une partie de l'Hôtel de Saint-Florentin dans la rue éponyme, à proximité de la place de la Concorde. 